# Коридаллос
Коридаллос (грец. Κορυδαλλός) — муніципалітет в Греції, в номі Пірей, західне передмістя міста Пірея.

## Історія
Коридаллос заснований наприкінці 6 століття до н. е. Свою назву отримав в 17 століття за ім'ям Феофіла Коридаллеуса (1563—1646), грецького філософа нео-аристотеліанця, народженого в Коррідалосі. У 19 столітті Еммануїл Куцикаріс назвав місто Сан-Скіталодромія.
1923 року селу повернули назву Коридаллос. 1934 року Коридаллос отримав статус автономної комуни, а муніципалітетом та містом став 1946 року.
В Коррідалося розташована в'язниця супермаксимальної безпеки, в якій відбувають покарання і чоловіки, і жінки, зокрема грецький диктатор Дімітріос Іоаннідіс. 2009 року з неї втік на гелікоптері Васіліс Палеокостас, який відбував 25-річний термін ув'язнення за викрадання і пограбування.

## Населення
| Рік  | Населення |
| ---- | --------- |
| 1928 | 2 500     |
| 1981 | 61 313    |
| 1991 | 63 184    |
| 2001 | 67 456    |

## Спорт
| Клуб        | Ліга                   | Майданчик                         | Місткість | Заснований |
| ----------- | ---------------------- | --------------------------------- | --------- | ---------- |
| Проодефтікі | Дельта Етнікі — футбол | Муніципальний стадіон Коридаллоса | 4 361     | 1927       |
| Проодефтікі | баскетбол              |                                   |           |            |